# 테크가

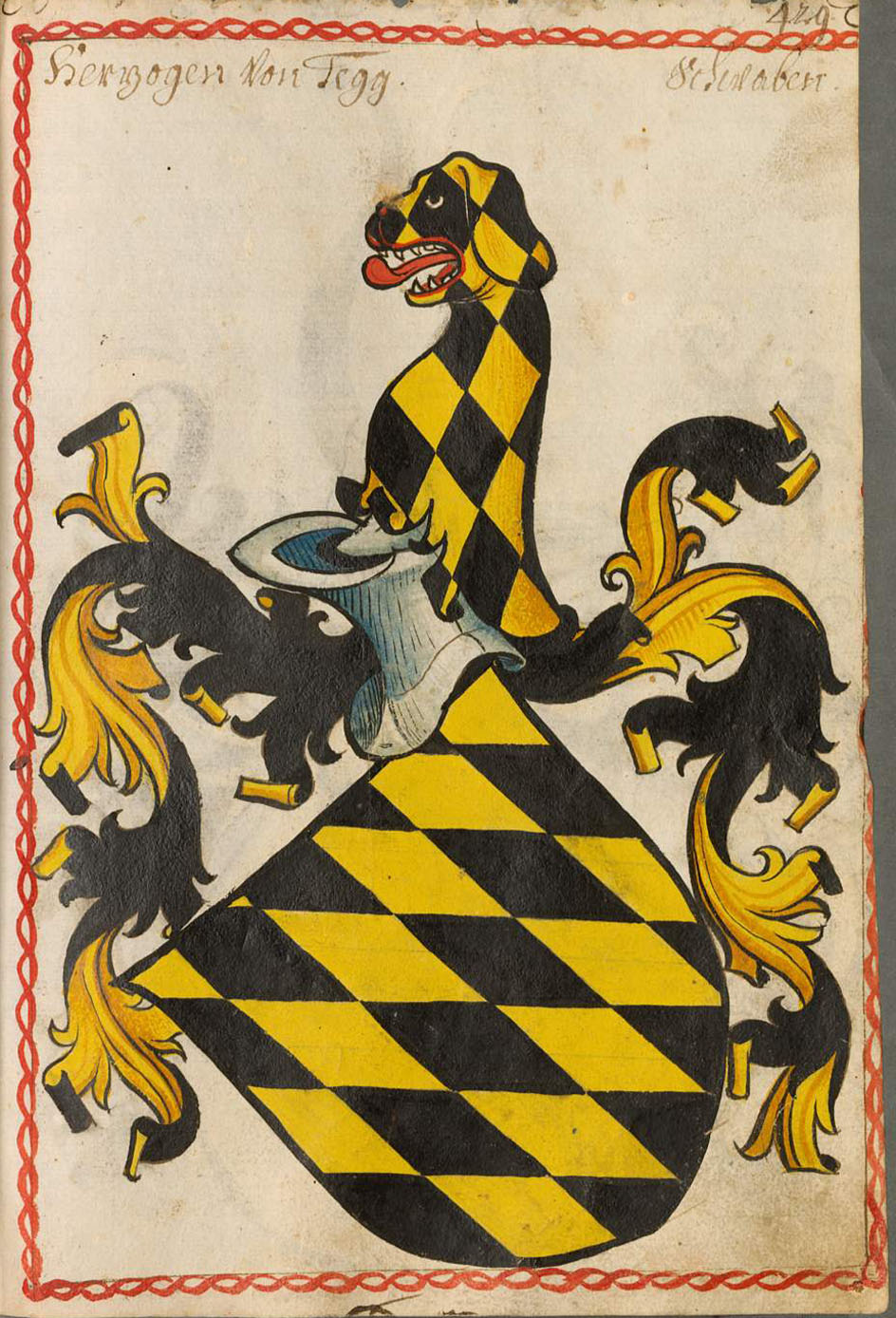
테크가의 문장

테크가(Duke of Teck)는 게르만 땅에서 두 번 만들어진 작위이다. 이 작위는 1187년부터 1439년까지 "테크 최초의 가문"으로 알려진 독일 자링겐 공작 가문의 생도 가문의 수장에 의해 처음 부여되었다. 이 영토의 소재지는 1512년부터 뷔르템베르크 백작령의 일부였던 스와비아 공국의 테크 성이었다.